# Arasz
Az arasz népi hosszmértékegység.

## Mérési módszer lényege
A mérés úgy történik, hogy tenyerünktől oldalirányban kinyújtjuk a hüvelykujjunkat és kisujjunkat, középső három ujjunkat a tenyér felé bezárjuk vagy széttárjuk a kép szerint. Ily módon közel vízszintes vonalat kapunk, amely mintegy három tenyérnyi hosszat ad. Létezik gyermekarasz, női és férfi arasz. Mivel az ókorban illetve a bibliai időkben a kereskedés a férfiak dolga volt, így a bibliai mértékegységek között is szerepelt már az arasz, amely nagyjából 22 cm-nek felelt meg. Az arasz előnye ma is, hogy mindig kéznél van.
Van, hogy megkülönböztetik a nagyarasz és kisarasz (12–14 cm) mértékegységeit. Az előbbi látható az ábrán, az utóbbi pedig a széttárt mutatóujj és a hülvelykujj hegye közötti távolság.
A mértékegység természetesen nem alkalmas precíz mérésre, hiszen a kezek mérete és az ízületek hajlékonysága nem egyforma. Ma inkább csak közelítő mértékként használjuk. Régebben kinevezhették mértékegységnek a helyi fejedelem vagy király araszának hosszát, amelyet a vásárokon vagy áruszállítások során volt kötelező alapul venni, hasonlóan a hüvelyk, láb, könyök mértékegységekhez.

## Külső hivatkozások
- https://web.archive.org/web/20101218001607/http://www.mol.gov.hu/bal_menusor/hasznalat/oktatas/mindenkinek/kerdezz_-_felelek/mertekegysegek/hosszmertekek.html
- http://sdt.sulinet.hu/Player/Default.aspx?g=9b756c34-bd4b-4c62-8275-915c9fba042c&cid=bd3edf59-3097-4030-b38a-48a0156fb199%5B%5D
- http://www.ovegesegylet.hu/Cd/6.osztaly/tavolsag.html Archiválva 2010. október 6-i dátummal a Wayback Machine-ben